# پوسکوریتسه
پوسکوریتسه (به صربی: Poskurice) یک منطقهٔ مسکونی در صربستان است که در Aerodrom واقع شده‌است. پوسکوریتسه ۵۷۳ نفر جمعیت دارد.